# Майерс, Стюарт
Стюарт Клей Майерс (англ. Stewart Clay Myers; родился 1 августа 1940, США) — американский экономист, профессор экономики MIT Sloan школы менеджмента. Соавтор учебника «Принципы корпоративных финансов» (12-е издание с Ричардом Брейли и Франклином Алленом).

## Биография
Стюарт закончил со степенью бакалавра (A.B.) Колледж Уильямса в 1962 году. Затем получил магистерскую степень (МВА) в Стэнфордском университете в 1964 году. Докторской степени (Ph.D.) был удостоен в Стэнфордском университете в 1967 году после защиты своей диссертации «Влияние неопределенности на оценку ценных бумаг и финансовые решения фирмы».
Свою преподавательскую деятельность начал в должности ассистента профессора в 1966—1969 годах, затем занимал должность ассоциированного профессора в 1969—1976 годах. Был удостоен звания полного профессора в 1976—1984 годах, был профессором финансов кафедры Гордона И. Билларда в 1984—2006 годах. С 2006 года — профессор финансовой экономики кафедры Роберта К. Мертона MIT Sloan школы менеджмента.
С. Майерс являлся приглашённым профессором Лондонской школе бизнеса в 1975 году и в 1987—1988 годах, заведующим кафедры экономики, финансов и бухгалтерского учета MIT Sloan школы менеджмента в 1982—1987, 2001—2003 годах, директором Исследовательского центра Международных финансовых услуг при Массачусетском технологическом институте в 1988—1995 годах. Был президентом Американской финансовой ассоциации в 1983 году.
Свою преподавательскую деятельность начал в должности ассистента профессора в 1966—1969 годах, затем занимал должность ассоциированного профессора в 1969—1976 годах, профессором в 1976—1984 годах, профессором финансов кафедры Гордона И. Билларда в 1984—2006 годах. С 2006 года — профессор финансовой экономики кафедры Роберта К. Мертона MIT Sloan школы менеджмента.
Майерс является научным сотрудником Национального бюро экономических исследований с 1978 года, членом Американской финансовой ассоциации с 2000 года, членом Американской экономической ассоциации, членом Ассоциации финансового менеджмента с 2005 года, директором консалтинговой фирмы Brattle Group с 1991 года, научным сотрудником Европейского Института корпоративного управления (ECGI).

## Награды
За свои достижения был награждён:
- 1967 — грант за лучшую диссертация по менеджменту по Программе обучения современной корпорации от Колумбийского университета;
- 1997 — почётный доктор (Doctor honoris causa) Брюссельского свободного университета;
- 2000 — почётный доктор наук Лондонской школы бизнеса и Лондонского университета;
- 2009 — премия Jaime Fernandez de Araoz по корпоративным финансам за работу «Внутреннее управление фирмами» (совместно с Виралом Ачарья[англ.] и Рагхурамом Раджаном), «за открытие новых и прорывных идей в структурах корпоративного управления, которые не были исследованы до настоящего времени в классической теории агентства», а также «за открытие очень перспективных исследовательских возможностей для научной работы в этой области»;
- 2012 — почётный доктор наук (Doctor honoris causa) Ланкастерского университета;
- 2015 — премия Онассиса от Фонда имени Александра Онассиса в области финансов «за основополагающий вклад в финансирование с начала его трансформации в строгую научно обоснованную дисциплину почти полвека назад»;
- 2017 — Clarivate Citation Laureates[5].